# Plöckenpass
Průsmyk Plöckenpass (italsky Passo di Monte Croce Carnico) je 37 km dlouhý průsmyk mající v nejvyšším bodě nadmořskou výšku 1357 m a nacházející se v Karnských Alpách na trase z Kötschach-Mauthen v údolí Gailtal (Korutany) do Timau v italském Furlansku odkud vede silnice na jih do obcí Tolmezzo a Udine.

## Poloha a okolí
Západně od vrcholu průsmyku leží Frischenkofel (italsky Cellon) (2241 m n. m.), východně Kleine Pal (italsky Pal Piccolo) (1867 m n. m.). Obě hory jsou součástí skanzenu na průsmyku Plöckenpass, který ilustruje opevnění z války v horách v letech 1915–1918. V údolním městečku Kötschach-Mauthen se nachází Muzeum 1915–1918, které rovněž provozuje Spolek přátel Dolomit.
Nedaleko se nachází Hohe Warte (2780 m n. m.), nejvyšší bod Karnských Alp.
Karnischer Höhenweg křižuje silnici Plöcken Pass u Plöckenhausu (1244 m n. m.)

## Historie
Název Plöckenpass je ještě poměrně mladý; ve středověku se mu říkalo "Monte Crucis", což je název, který nese dodnes v italštině jako "Monte Croce Carnico".
Nálezy z Guriny severně od Plöckenu ukázaly, že průsmyk byl využíván přinejmenším od doby železné. Pravděpodobně však byl znám a používán již v době bronzové. Když Římané začali využívat Plöckenpass, mohli se vrátit ke starým soumarským stezkám, než je rozšířili nebo vybudovali zcela nové.
Cesta přes průsmyk Plöckenpass ve skutečnosti předpokládá zdolání dvou průsmyků. Poté, co jste při cestě z jihu překonali průsmyk Plöckenpass a dorazili do horního Gailtalu, musíte okamžitě přijmout další stoupání přes 981 m vysoký Gailbergsattel, pokud chcete pokračovat dále na sever, do velkých průsmyků Hohe Tauern.

## Doba římská
Oba průsmyky tak mají společnou historii od dob, kdy Římané ještě nepostavili silnici přes oba průsmyky. Jednalo se o západní větev Via Julia Augusta, která tak zajišťovala přímé spojení z nejvýchodnějšího Benátska do Rhaetie a Norika. Východní větev silnice vedla přes sedlo Saifnitz; tato cesta ve srovnání s Plöckenskou silnicí sice představovala jisté odbočení, ale byla lépe postavená. Byla postavena Tiberiovými legiemi krátce po přelomu letopočtu a pojmenován po Augustově dceři. Na skalním nápisu z roku 373 se v průsmyku Plöckenpass o cestě, která byla místy široká jen 1,5 m, píše: „Jen vůz a spřežení mul se tam smí protáhnout.“ Další skalní nápisy z tohoto období uvádějí, že císaři Valentinián I. a Valens v pozdní antice nechali nebezpečné úseky zneškodnit a poškozené opravit. V Zugliu, na jižní rampě Plöcken, jsou do kostela zazděny dva čestné nápisy, které byly rovněž věnovány keltským kmenům a místům v dnešním Východním Tyrolsku a Benátsku. Jeden z nápisů dokonce údajně hovoří o prodloužení průsmyku Plöckenpass v Caesarově době.

## Středověk
Cesta přes Plöckenský průsmyk se používala i po skončení římské nadvlády. V 6. století je zmiňována jako frekventovaná a snadno průjezdná cesta. Vzhledem k tomu, že v předchozích dvou stoletích se na Plöckenu rozhodně neprováděly žádné opravy, ukazuje to opět, jak robustně byly římské silnice budovány. I po staletích bez jakékoliv údržby zůstala silnice v průsmyku použitelná.
Průsmyk Plöcken byl velmi aktivně využíván po celý středověk, zejména když se od vrcholného středověku opět zvýšil nadregionální obchod. V důsledku toho se také opět zvýšil provoz na průsmyku Plöckenpass. Hrabství Gorizia, které z toho mělo velký prospěch, sestavovalo pro pocestné konvoje. Gelaitum ex ista parte Montis Crucis je zmiňováno již v roce 1300.

## Novověk
Až do konce 19. století byl Plöckenpass sjízdný pouze pro káry a teprve poté byla stará cesta rozšířena tak, aby po ní mohly jezdit i povozy a větší vozy.
Během první světové války se Plöckenský průsmyk stal dějištěm války na rakousko-italské frontě. Hřeben Karnských Alp se zde zvedá jako barikáda a taktický a operační význam pro vojsko na obou stranách byl odpovídající. Rakousko-uherské elitní jednotky zde sváděly urputné obranné boje proti italským Alpinům. Stejně jako Francouzi před nimi v roce 1809 se Alpini pokusili proniknout do údolí Gailtal, ale na rozdíl od Francouzů byli neúspěšní. Italům se jen sporadicky podařilo obsadit alespoň dočasně nevýznamné vrcholy a průsmyky – mezi nimi Wolayerpass nebo Wolayer Seekopf. Stejně jako na jiných úsecích fronty v Alpách se zde vojáci zakopali a nastala poziční válka. Pouze dvě třetiny vojáků však zahynuly v důsledku přímého nepřátelského zásahu, třetinu zabily laviny. Ty byly často vyvolávány cílenou palbou ze strany protivníka. Obě strany začaly stále více rozšiřovat své pozice a mohutně je opevňovat. Četné bunkry, tunely a zákopy z tohoto období jsou dodnes z velké části viditelné. Z údolí byly vybudovány četné přístupové cesty k frontovým pozicím, aby bylo možné je průběžně zásobovat. Dnes je na východě u Kleine Pal skanzen, který zpřístupňuje bojiště se všemi budovami a připomíná bitvy. Prohlédnout si můžete zachovalé a částečně obnovené zbytky opevnění a bunkrů, stejně jako "hřbitovy hrdinů" na Plöckenu. O zachování těchto válečných památek se od roku 1983 stará Spolek přátel Dolomit.
Kvůli prudkým bojům v Plöckenském průsmyku byl průsmyk po válce dlouho neprůjezdný. Po prvním rozšíření v roce 1926 byla rampa v italském průsmyku zcela obnovena a v roce 1938 částečně přestavěna. Rakouská strana byla dokončena později.
Pro rozšíření silnice Felbertauern je plánován 7,8 km dlouhý základní tunel, jehož severní portál se bude nacházet asi 6 km východně od průsmyku Plöcken. Počítá se s tím, že Plöckenpass bude buď zazimován, nebo že přes něj povede 3,5 km dlouhý hřebenový tunel. Základní tunel nepřipadá v úvahu kvůli nákladům a očekávanému nárůstu dopravy.
Od 80. let 20. století se objevují iniciativy a námitky týkající se výstavby tunelu Plöcken.
Pod Plöckenským průsmykem již dlouho existuje důležitý tunel, kterým vede ropovod TAL z Terstu do Ingolstadtu a který tak výrazně zkracuje cestu Německa k ropným polím na Blízkém východě.